# Бронн, Генрих Георг
Ге́нрих Гео́рг Бронн (нем. Heinrich Georg Bronn; 3 марта [10 июня] 1800, Цигельхаузен, Гейдельберг, Пруссия — 5[30] июля 1862, Гейдельберг, Пруссия) — немецкий зоолог, палеонтолог и педагог; иностранный член Российской Академии наук; один из основателей систематики ископаемых беспозвоночных. Официальная аббревиатура использованная для его трудов — «Bronn».

## Биография
Генрих Георг Бронн родился 3 марта 1800 года в Цигельхаузене близ Гейдельберга (ныне — часть города).
Получил образование в Маннгеймском и в Гейдельбергском университете. Начиная с 1817 года посвятил себя преимущественно изучению лесоведения и естествоведения и, с 1821 года Г. Г. Бронн начал читать в Гейдельбергском университете лекции по этим предметам.
В 1828 году Бронн был назначен экстраординарным, а в 1833 году ординарным профессором естествоведения и технических наук, а в 1832 году, по уходу Лейкарта, стал читать лекции по зоологии и заведовать зоологическими собраниями университета.
Начиная с 1822 года Бронн также стал преподавать палеонтологию. К области этой науки принадлежат его первые более крупные работы: «System oder urweltlichen Conchylien» (Гейдельберг, 1824) и «System der urweltlichen Pflanzenthiere» (Гейдельберг, 1830). За ними следуют «Gaea Heidelbergensis» (Гейдельберг, 1830), геогностико-минералогическое описание окрестностей Гейдельберга, и важнейший труд «Lethaea geognostica» (2 тома, Штутгарт, 1836—38, 3 издание, совместно с Рёмером, 6 томов, 1852—56, с атласом), в котором он дал рисунки и описания всех окаменелостей, характерных для различных горных формаций.
В 1850 году, в своей работе «Allgemeine Zoologie» (Штутгарт) Бронн сделал первую попытку представить животный мир во всей его совокупности (включая исчезнувшие организмы); а в труде: «Die Klassen und Ordnungen des Thierreichs» (том 1—3, Лейпциг, 1869—64; русский перевод А. П. Богданова, Москва, 1861—68, Amorphozoa и Actinozoa) продолженном Кеферштейном, Гибелем, Герштеккером, Селенка, Бючли, Гоффманом и другими, он дал подробный систематический анатомический, эмбриологический и палеонтологический обзор животного царства. Кроме того, он приложил значительные усилия для перевода на немецкий язык и издания сочинения Чарльза Дарвина «О происхождении видов»; которое вышло под названием: «О происхождении видов животных и растений путём естественного отбора, или сохранение самой совершенной из рас в борьбе за существование».
Генрих Георг Бронн поместил множество статей в «Jahrbuch für Mineralogie, Geognosie, Geologie und Petrefaktenkunde» — журнале, который он издавал с 1830 года вместе с Карлом фон Леонгардом.
Генрих Георг Бронн скончался 5 июля 1862 года в городе Гейдельберге.